# Sean S. Cunningham
Sean S. Cunningham (Nueva York, 31 de diciembre de 1941) es un director, productor y guionista de cine estadounidense.

## Vida y Obra
Su película más famosa es Friday the 13th, una saga que ha entregado 13 secuelas hasta el 2010 desde el año 1980. Se lo considera como uno de los productores más conocidos del subgénero de terror slasher.
Sean S. Cunningham estudió Drama en la Universidad de Stanford, donde también estudió cine. Primero trabajó como un director de teatro, entre otros lugares en el Lincoln Center  de Nueva York. Su primera película fue Juntos.
Tras una breve etapa de colaboración con Wes Craven, asumió la dirección de la película de horror Viernes 13. Con un presupuesto de solo 550.000 dólares, la película fue un gran éxito comercial. A continuación produjo películas como A Stranger is Watching y Spring Break. Las películas siguientes estrella DeepStar Six y My Boyfriend's Back no tuvieron mucho éxito.
Luego también trabajó como productor de Reiselusde una serie de TV alemana que fue emitida en 1986 por el Segundo Canal alemán de televisión. En la película Manny's Orphans de 1978, la música corrió a cargo de Harry Manfredini, quien posteriormente acabaría encargándose de la banda sonora de todos los largometrajes de la serie Friday the 13th. En 2009 colaboró con Michael Bay y el director Marcus Nispel en una nueva versión del primer Friday the 13th.

## Filmografía
Como productor
- Art of Marriage (1970)
- Together (1970)
- Last House on the Left (1972)
- Case of the Full Moon Murders (1974)
- Manny's Orphans (1978)
- Here Come the Tigers (1978)
- Friday the 13th (1980)
- Spring Break (1983)
- The New Kids (1985)
- Reiselust (serie de TV, 1986)
- House (1986)
- House II: The Second Story (1987)
- DeepStar Six (1989)
- The Horror Show (AKA House III: The Horror Show) (1989)
- House IV (1992)
- My Boyfriend's Back (1993)
- Jason Goes to Hell: The Final Friday (1993)
- XCU: Extreme Close Up (2001)
- Jason X (2001) (Productor ejecutivo)
- Terminal Invasion (2002)
- Freddy vs. Jason (2003)
- Friday the 13th (2009)

Como director
- Art of Marriage (1970)
- Together (1970)
- Case of the Full Moon Murders (1974)
- Manny's Orphans (1978)
- Here Come the Tigers (1978)
- Friday the 13th (1980)
- A Stranger Is Watching (1982)
- Spring Break (1983)
- The New Kids (1985)
- DeepStar Six (1989)
- XCU: Extreme Close Up (2001)
- Terminal Invasion (2002)
- Trapped Ashes (2006)

Como guionista
- Together (1971)
- Reiselust (serie de TV, 1986)